# Shinkansen Serie 200
Lo Shinkansen Serie 200 è stato un elettrotreno giapponese per linee veloci (Shinkansen), in servizio dal 1982 al 2013.

## Storia
Il treno è frutto della collaborazione tra le più grandi imprese giapponesi del settore, hanno infatti partecipato alla sua costruzione Hitachi, Kawasaki Heavy Industries, Kinki Sharyo, Nippon Sharyo e Tokyu Car Corporation.
La produzione di questi treni iniziò nel 1980. Questa serie fu precedente alla Serie 100 sebbene la numerazione sembra far supporre il contrario, questo è dovuto al fatto che in quegli anni le Ferrovie Nazionali Giapponesi assegnavano i numeri di serie pari ai treni che correvano ad est di Tokyo e i dispari ai treni che correvano ad ovest della capitale.
Il treno non era molto diverso nell'aspetto dalla Serie 0, tuttavia era più potente e più leggero, essendo destinato a linee che affrontavano territori più montuosi e con pendenze maggiori. I convogli hanno prestato servizio in composizioni di 8, 10, 12, 13 e 16 carrozze. I primi treni potevano correre a 210 km/h ma negli anni novanta una parte dei 66 set fu ristrutturata e potenziata per correre a 240 km/h e 4 convogli arrivarono anche a 275 km/h. I primi modelli entrati in servizio sono stati ritirati nel 1997, nel 2007 è stato completato il ritiro di tutti i modelli non modificati. Inoltre altri treni sono stati modificati per essere accoppiati con i servizi Tsubasa, diretti verso lo Yamagata Shinkansen, e Komachi diretti verso l'Akita Shinkansen, e per effettuare servizio anche con la rete a 60 Hz della Nagano Shinkansen.